# Flamingo Road
Flamingo Road est un feuilleton télévisé américain en 39 épisodes de 45 minutes, créé par Rita Lakin pour Lorimar Productions d'après le roman homonyme de Robert Wilder, qui a débuté par un téléfilm de deux heures diffusé le 12 mai 1980, puis d'une série diffusée entre le 6 janvier 1981 et le 4 mai 1982 sur le réseau NBC.
En France, le feuilleton a été diffusé du 26 février au 29 juin 1986 sur La Cinq et rediffusé du 18 avril au 21 juin 1988 sur FR3. Plus tardivement, la série a été diffusée sur Téva.[Quand ?]

## Synopsis
Truro est une petite ville de Floride, non loin de Tallahassee. Le shérif Titus Semple dirige la police du comté et fait régner la terreur. La famille Weldon est l'une des plus puissantes de la ville. Elle habite à Flamingo Road. Le père, Claude Weldon, dirige une usine papetière. Sa femme, Eudora, gère la famille : le fils, Skipper, qui veut devenir journaliste, et la fille, Constance, mariée au futur sénateur, l'avocat Fielding Carlyle dont le meilleur ami est l'entrepreneur Sam Curtis. Le journal local, le Clairon de Truro, est dirigé par Elmo Tyson. L'un des rares lieux de loisirs de la ville est la boîte dirigée par Lute-Mae Sanders où chante la brune Lane Ballou.
Le feuilleton narre les péripéties amoureuses et affairistes de tout ce petit monde avec trahisons, coups bas, rebondissements et manigances. L'équilibre fragile de ce microcosme éclatera avec l'arrivée, lors de la seconde saison, du mystérieux Michael Tyrone...

## Distribution
- John Beck (VF : Daniel Gall) : Sam Curtis
- Woody Brown (VF : Éric Legrand) : Skipper Weldon
- Peter Donat (VF : Edmond Bernard) : Elmo Tyson
- Howard Duff (VF : William Sabatier) : Shérif Titus Semple
- Morgan Fairchild (VF : Céline Monsarrat) : Constance Weldon Semple Carlyle
- Mark Harmon (VF : Michel Bedetti) : Fielding Carlyle
- Kevin McCarthy (VF : Claude Joseph) : Claude Weldon
- Cristina Raines (VF : Anne Rochant) : Lane Ballou
- Barbara Rush (VF : Julia Dancourt) : Eudora Weldon
- Stella Stevens (VF : Marion Game puis Claude Chantal) : Lute-Mae Sanders
- David Selby (VF : Bernard Tiphaine) : Michael Tyrone
- Fernando Allende (VF : Maurice Sarfati) : Julio Sanchez
- Gina Gallego (VF : Christine Delaroche) : Alicia Sanchez
- Cynthia Sikes (VF : Pauline Larrieu) : Sandy Swanson

## Épisodes

### Première saison (1980-1981)
1. Une petite ville bien tranquille : 1re partie (Flamingo Road: Part 1)
2. Une petite ville bien tranquille : 2e partie (Flamingo Road: Part 2)
3. Rien ne va plus : 1re partie (The Hostages: Part 1)
4. Rien ne va plus : 2e partie (The Hostages: Part 2)
5. Tromperie (Illicit Weekend)
6. La Cassette (The Titus Tapes)
7. Vengeance (A Mother's Revenge)
8. Pêche en eaux troubles (The Fish Fry)
9. Les Élections (The Election)
10. Une femme jalouse (Jealous Wife)
11. Pris au piège (Trapped)
12. Défauts en tout genre (Bad Girl)
13. Secrets ! (Secrets)
14. Tous les chats sont gris (They Drive By Night)
15. La Fureur de mourir (Hell Hath No Fury)
16. Mauvaise Combinaison (Bad Chemistry)
17. Ouragan (Hurricane)

### Deuxième saison (1981-1982)
1. L'Arrangement (The Arrangement)
2. La Victime (The Victim)
3. Le Remplaçant (The Substitute)
4. Le Complot (The Intruder)
5. Le Visiteur (The Stranger)
6. Seul maître à bord (The Powers That Be)
7. Le Retour (Little Foxes)
8. Une vieille amitié (Old Friends)
9. Élections (Strange Bedfellows)
10. Vagues de chaleur (Heatwave)
11. Le Vol (To Catch A Thief)
12. L'Explosion (The Explosion)
13. La Chance de sa vie (Chance of a Lifetime)
14. Le Risque (Double Trouble)
15. Le Dévouement (The Dedication)
16. Le Péché (Sins of the Fathers)
17. Malchance (No Dice)
18. Tout puissant (The High and the Mighty)
19. La Bête et la belle (The Bad and the Beautiful)
20. Œil pour œil ! (An Eye For An Eye)
21. Plus dure sera la chute (The Harder They Fall)
22. C'est un meurtre (Murder, They Said)

## Commentaires
Le roman Flamingo Road de Robert Wilder (publié en 1942) fut précédemment adapté pour le théâtre en 1946 sous le titre Flamingo Road, pièce écrite par Robert Wilder et Sally Wilder et qui fut adaptée pour le grand écran en 1949 sous le titre Boulevard des passions (Flamingo Road).
Le sénateur Fielding Carlyle est interprété par Mark Harmon, que l'on retrouvera des années plus tard dans la série NCIS : Enquêtes spéciales dans la peau de l'agent spécial Jethro Gibbs.
Le dernier épisode se termine par un cliffhanger. Il était donc prévu à l'écriture du scénario qu'il y ait au moins une troisième saison qui n'a jamais vu le jour.